# 內紅珠目魚
內紅珠目魚（学名：Rosenblattichthys nemotoi）為輻鰭魚綱仙女魚目帆蜥魚亞目珠目魚科的一種，分布於東印度洋海域，屬深海魚類，深度0-657公尺，體長可達3.7公分，棲息在中層水域，雌雄同體，生活習性不明。